# András Dienes
András Gyula Dienes (* 15. Oktober 1974 in Pécs) ist ein ehemaliger ungarischer Fußballspieler.

## Karriere

### Verein
Dienes spielte den Großteil seiner Karriere für Pécsi Mecsek FC und lief in 356 Spielen in der NB I und NB II – Nyugat, für den Verein auf. In der Saison 1996/97 spielte er eine Saison als Leihgabe in elf Spielen für Pécsi Vasutas in der NB II – Nyugat und in der Saison 2001/02, lief er in sieben Spielen auf Leihbasis für Győri ETO FC in der Nemzeti Bajnokság auf. Im Sommer 2007 verließ er Pécsi Mecsek FC und wechselte für eine Saison zum FC Tatabánya.
Nachdem er in elf Spielen für FC Tatabánya in der Nemzeti Bajnokság Saison 2007/08 zum Einsatz gekommen war, wechselte er im Sommer 2008 zu Kozármisleny SE. Dienes spielte in zwei Jahren in 53 NB II – Nyugat-Spielen und wechselte im Sommer 2010 zum Ligarivalen Barcsi SC.
Im Sommer 2011 wechselte Dienes nach Österreich zu Union Thalheim in die Bezirksliga Süd und beendete dort im Frühjahr 2012 seine Karriere.

### Nationalmannschaft
Dienes lief in seiner Karriere sieben Mal für die ungarische U-21-Fußballnationalmannschaft auf.